# Рейтерн, Евграф Романович
Евгра́ф Рома́нович Ре́йтерн (Ге́рхардт Вильге́льм фон Ре́йтерн) (нем. Gerhardt Wilhelm von Reutern; 17 июля 1794, поместье Рёстхоф близ Валка, Лифляндская губерния — 22 марта 1865, Франкфурт-на-Майне) — русский и немецкий живописец, академик Императорской Академии художеств. 
Друг Гёте и Людвига Гримма, тесть поэта Василия Жуковского.

## Биография
Евграф Романович родом из знатного остзейского семейства; его отец Христофор Герман Рейтерн (1744—1802) — камергер Саксонского двора. Получив общее образование в училище при лютеранской церкви святых Петра и Павла в Санкт-Петербурге, в течение года слушал лекции в Дерптском университете, в 1811 году поступил на военную службу.
В 1813–1815 году, в ходе войн шестой и седьмой коалиций, служил в Александрийском гусарском полку в чине поручика; в Битве народов под Лейпцигом лишился правой руки. Летом 1814 года, будучи в Веймаре, Рейтерн познакомился с Иоганном Вольфгангом фон Гёте; возобновив знакомство в 1815 году в Гейдельберге и в 1817 году в Йене, вступил с ним в переписку. Гёте распознал у Рейтерна талант художника и посоветовал всерьёз заняться живописью.
Оправившись от тяжёлого ранения, Рейтерн поселился в Виллингсхаузене, в 1820 году женился на Шарлотте фон Шверцелль. В 1825 году вместе с Людвигом Гриммом (братом прославленных филологов Якоба и Вильгельма) основал «Вилленсхаузенскую колонию художников». Некоторое время работал как художник-самоучка, затем обучался живописи в Берне, Касселе и Дюссельдорфе; писал главным образом жанровые картины. В начале 1832 года Рейтерн создал небольшую серию акварелей, изображавших нижних чинов Русской Императорской гвардии. Данную серию отличает реалистичность в изображении простых солдат, написанных с большой теплотой.
В 1837 году стал придворным художником российского императорского двора, получал почётную пенсию; создавал картины на библейские сюжеты, из которых особым успехом пользовалось полотно «Авраам приносит Исаака в жертву» (1849). Попеременно жил в Германии, Франции, Швейцарии, Италии и России (приезжая в своё лифляндское поместье и Санкт-Петербург), с 1844 года окончательно поселился во Франкфурте-на-Майне. Работал, по необходимости, левой рукой.

## Семья
- Елизавета (1821—1856); в 1841 году вышла замуж за близкого друга Рейтерна В. А. Жуковского.
- Александр (1824—1879); был генерал-лейтенантом и Таврическим губернатором.
- Шарлотта (1826—?); была замужем за Юлиусом фон-Вульфом.
- Василий (Вильгельм) Евграфович (1829—1897); тайный советник, автор «Сборника узаконений о крестьянах Прибалтийских губерний» (1860)[5].
- Евграф Евграфович (1836—1918) — герольдмейстер, сенатор, член Общества поощрения художеств, коллекционер картин[6].

Брат Христофор с отличием участвовал в Наполеоновских войнах, затем командовал кавалерийскими дивизиями. Племянник, Михаил Христофорович, был министром финансов Российской империи.

## Работы
- Примеры работ Е. Р. Рейтерна
- Портрет А. П. Гельмерсена (1832)
- На кладбище Вилленсхаузена (1842)
- Крестьянка из Вилленсхаузена со спящим ребёнком (1843)
- Авраам приносит Исаака в жертву (1849)
- Святое семейство (1858)

- Рисунки из серии акварелей, изображавших нижних чинов Русской Императорской гвардии
- Рядовой лейб-гвардии Семёновского полка Екименко (1832)
- Рядовой Лейб-гвардии Павловского полка (1832)